# Демидова, Анна Валентиновна
Анна Валентиновна Демидова (укр. Ганна Валентинівна Демидова; род. 8 апреля 1987, г. Николаев, Николаевская обл., Украина) — украинская легкоатлетка, рекордсменка, олимпийский мастер спорта Украины международного класса, многократная чемпионка и призёрка Чемпионатов и Кубков Украины, международных соревнований по легкой атлетике.

## Биография
Родилась в 1987 году в Николаеве в семье Ирины и Валентина Демидовых. Её отец, Демидов Валентин Валентинович, был тренером, и под его руководством была младшая дочь Анна 2003 года выполнила норматив мастера спорта Украины.
Установила рекорд Украины по прыжкам в длину среди девушек — 6 м 42 см.
Бронзовая призёрка Чемпионата мира по легкой атлетике среди юношей 2003 — прыжок в длину.
На Чемпионате мира по легкой атлетике среди юниоров-2004 была 9-й.
2010 года в Виннице на финальном турнире Кубка Украины по легкой атлетике победила в тройном прыжке с результатом 13 м 71 см.
В 2011-м на международных соревнованиях в Остине (США) с результатом 13 м 91 см заняла второе место.
В 2012 году в Новом Орлеане (США) на Универсиаде по легкой атлетике завоевала первое место в тройном прыжке с результатом 14 м 20 см. Того же году на командном чемпионате Украины по легкой атлетике победила, прыгнув в тройном на 14 м 09 см; в прыжках в длину финишировала восьмой (6 м 9 см).
В июне 2012 года в Хельсинки на чемпионате Европы по легкой атлетике была 18-й.
Участница Олимпийских игр-2012.
Лучший результат в тройном прыжке — 14,50 м.